# كمثرى (جنس)
الإجَّاص (بكسر الهمزة وتشديد الجيم) أو الكُمَّثْرَى (باللاتينية: Pyrus) أو العرموط جنس نباتي يضم حوالي ثلاثين نوعًا مقبولًا وعشرات الأنواع التي لم يحسم وضعها بعد.

## من أنواعه فيالوطن العربي
- إجاص بوفيه (باللاتينية: Pyrus bovei) في بلاد الشام
- الإجاص السوري (باللاتينية: Pyrus syriaca) في بلاد الشام

## من أنواعه
- الإجاص الأوروبي أو الكمثرى (باللاتينية: Pyrus communis) واطن في معظم مناطق أوروبا ويزرع في المناطق الباردة حول العالم
- الإجاص التركماني (باللاتينية: Pyrus turcomanica)
- الكمثرى الثيودوروفي (باللاتينية: Pyrus theodorovii)
- الكمثرى الشتوي (باللاتينية: Pyrus nivalis)
- الكمثرى الشوكي (باللاتينية: Pyrus spinosa)
- الكمثرى صفصافي الأوراق (باللاتينية: Pyrus salicifolia)
- الكمثرى الصقلي (باللاتينية: Pyrus sicanorum)
- الكمثرى الفورونوفي (باللاتينية: Pyrus voronovii)
- الكمثرى القلبي (باللاتينية: Pyrus cordata)
- الكمثرى المجري (باللاتينية: Pyrus magyarica)
- الكمثرى المنحني (باللاتينية: Pyrus nutans)
- الكمثرى اليالتيريكي (باللاتينية: Pyrus yaltirikii)

## فوائد الكمثرى
تحتوي الكمثرى على بعض المواد الغذائية الضرورية مثل فيتامين ج و هـ و ب2 وأيضاً المعادن مثل النحاس والبوتاسيوم وتحتوي أيضاً على البكتين وهو أحد أنواع الألياف الذائبة.

## معرض صور

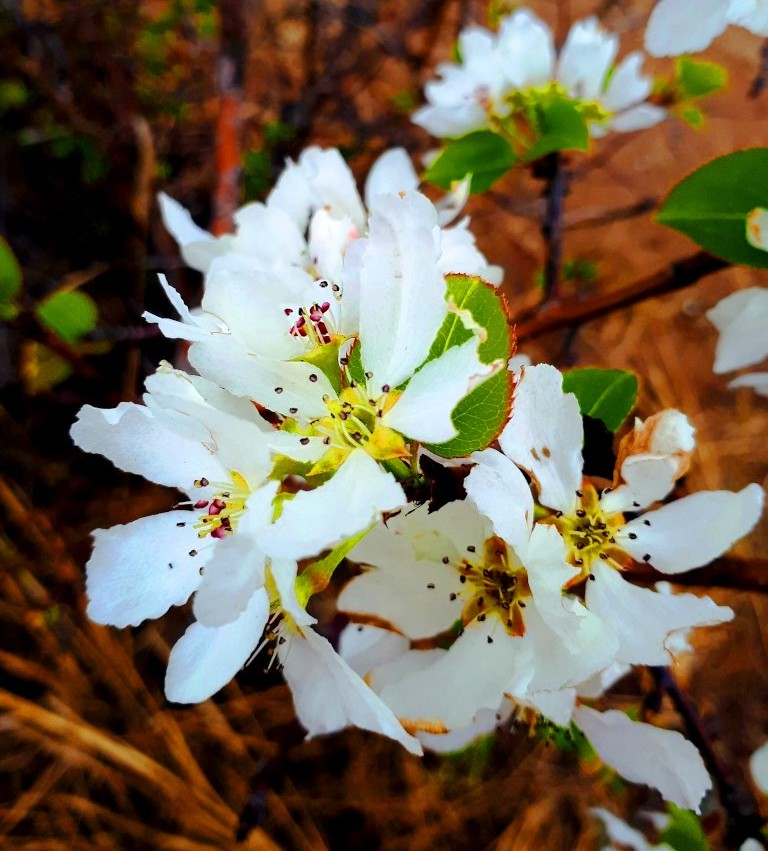
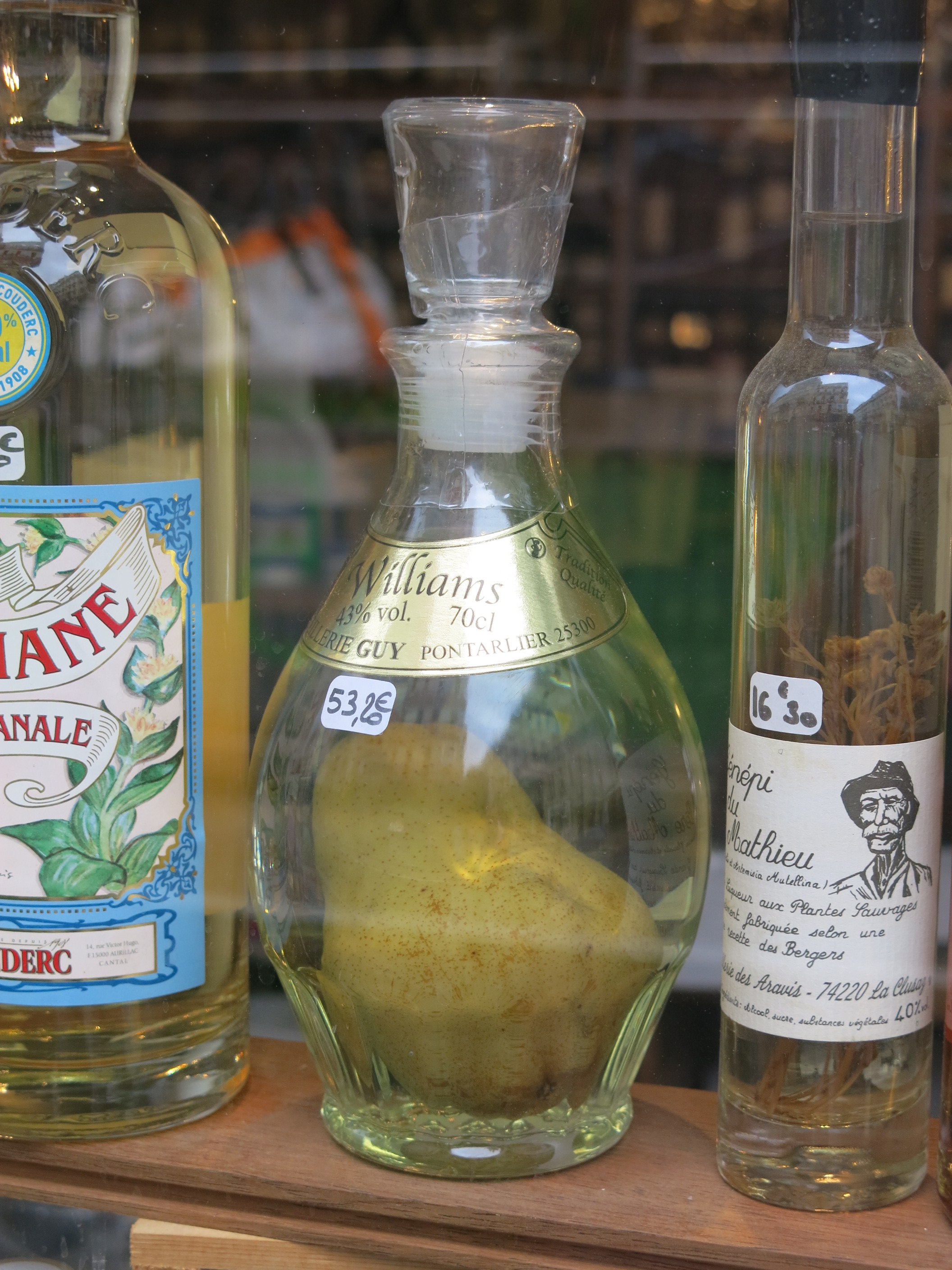
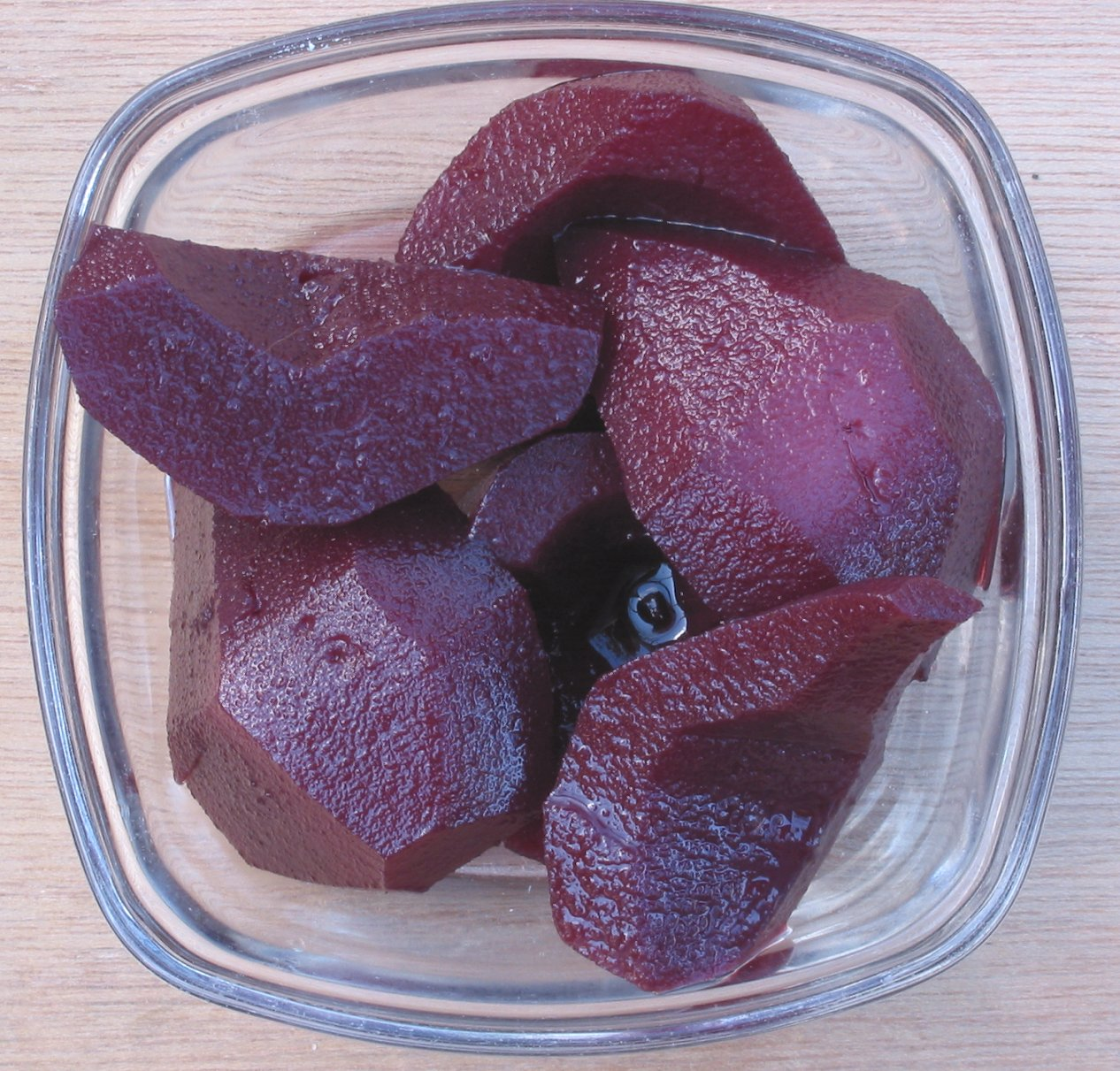